# Ixora hymenophylla
Ixora hymenophylla är en måreväxtart som beskrevs av Cornelis Eliza Bertus Bremekamp. Ixora hymenophylla ingår i släktet Ixora och familjen måreväxter. Inga underarter finns listade i Catalogue of Life.